# Інтеграл Джексона
Інтеграл Джексона в теорії спеціальних функцій відображає операцію, обернену до q-диференціювання.
Інтеграл Джексона ввів Франк Гілтон Джексон.

## Визначення
Нехай f (x) — функція від дійсної змінної x. Інтеграл Джексона для f визначається як такий ряд:
{\displaystyle \int f(x)\,{\rm {d}}_{q}x=(1-q)\,x\sum _{k=0}^{\infty }q^{k}f(q^{k}x).}
У разі, якщо g (x) — інша функція і Dqg означає її q-похідну, формально її можна записати:
{\displaystyle \int f(x)\,D_{q}g\,{\rm {d}}_{q}x=(1-q)\,x\sum _{k=0}^{\infty }q^{k}f(q^{k}x)\,D_{q}g(q^{k}x)=(1-q)\,x\sum _{k=0}^{\infty }q^{k}f(q^{k}x){\tfrac {g(q^{k}x)-g(q^{k+1}x)}{(1-q)q^{k}x}},} або:
{\displaystyle \int f(x)\,{\rm {d}}_{q}g(x)=\sum _{k=0}^{\infty }f(q^{k}x)\cdot (g(q^{k}x)-g(q^{k+1}x)),}
В результаті виходить q-аналог інтеграла Рімана — Стілтьєса.

## Інтеграл Джексона як q-первісна
Як звичайну первісну неперервного відображення можна подати рімановим інтегралом, так і інтеграл Джексона дає єдину q-первісну для деякого класу функцій (див. Статті Кемпфа і Маджида).

### Теорема
Якщо припустити, що {\displaystyle 0<q<1} і якщо значення {\displaystyle |f(x)x^{\alpha }|} обмежено на інтервалі {\displaystyle [0,A)} для деякого {\displaystyle 0\leqslant \alpha <1,} то інтеграл Джексона збігається до функції {\displaystyle F(x)} на {\displaystyle [0,A)}, яка є q-первісною функції {\displaystyle f(x)}. Більш того, {\displaystyle F(x)} неперервна на {\displaystyle x=0} з {\displaystyle F(0)=0} і є первісною функції {\displaystyle f(x)} у цьому класі функцій.